# Holzgau
Holzgau är en ort och kommun i distriktet Reutte i förbundslandet Tyrolen i Österrike. I norr gränsar kommunen till Tyskland.